# Tinganes
Il Tinganes è un palazzo situato a Tórshavn, nelle isole Fær Øer. Ospita il palazzo del Parlamento delle isole Fær Øer, una delle nazioni costitutive del Regno di Danimarca. Il nome significa letteralmente molo del Parlamento o punto del Parlamento. Vi si approvano o respingono le leggi valide in tutto l'arcipelago, sebbene la popolazione è vincolata ad alcune leggi danesi. Queste isole hanno inoltre un presidente proprio e vari ministri.